# Jacques Charles Brunet
Jaques Charles Brunet (Paris, 2 de novembro de 1780 — 14 de novembro de 1867) foi um bibliógrafo e escritor francês.
Escreveu aquele que viria a torna-se numa das bases para todos os amantes de livros, bibliotecários e livreiros da sua época assim como uma inspiração actual que, apesar de leve, levou o seu nome a luz de uma nova geração através da série de 10 álbuns de BD com o título Le Décalogue, que segue a historia do pressuposto decálogo de Maomé e a sua posterior edição em título de historia fantasiosa em rascunhos e em livro,e destruição dos mesmos tal como a das pessoas que o tiveram em mãos.
O seu "Manuel du libraire et de l'amateur des livres" com três volumes e vários apêndices foi publicado pela 1ª vez em 1810 sendo posteriormente alargado para seis volumes e 8 apêndices em 1865.